# Kocham Kino (program telewizyjny)
Kocham Kino – polski program telewizyjny, prowadzony przez Grażynę Torbicką, poświęcony sztuce filmowej, emitowany w latach 1994–2016 (od 1996 na antenie TVP2).
W programie relacjonowane były wydarzenia z najważniejszych festiwali filmowych na świecie, a także zapowiadane były nadchodzące premiery polskich filmów. Grażyna Torbicka w studiu przeprowadzała wywiady z reżyserami, aktorami oraz innymi osobistościami związanymi ze światem filmu. Na przestrzeni lat gośćmi programu byli m.in.: Krzesimir Dębski, Wojciech Smarzowski, Janusz Morgenstern, Jan A.P. Kaczmarek, Krystyna Janda, Małgorzata Szumowska, Daniel Olbrychski, Krzysztof Zanussi, Kazimierz Kutz, Jerzy Skolimowski, a także Terry Gilliam, Russell Crowe, Emmanuelle Seigner, Martin Scorsese czy bracia Coen.
W 2008 program został nagrodzony przez Polski Instytut Sztuki Filmowej w kategorii „Audycja radiowa lub program telewizyjny”.
W 2016 zaprzestano nadawania programu z powodu odejścia Grażyny Torbickiej z TVP2.